# Raúl Iturriaga Neumann
Raúl Eduardo Iturriaga Neumann (Linares, 23 de enero de 1938) es un militar chileno, mayor general retirado del Ejército quien participó en el Departamento Exterior de la DINA (servicio de inteligencia operativo durante la dictadura militar encabezada por Augusto Pinochet) como analista y en la unidad de inteligencia socioeconómica del organismo, denominado "Brigada Purén".
Entre 1975 y 1977 estudió un posgrado de economía en la Universidad de Chile, en 1981 fue agregado militar de Chile en Francia, posteriormente ejerce como gobernador de la provincia de Valdivia y luego de la de Parinacota. En 1991 se retira del Ejército.
El 11 de junio de 2007, Iturriaga se rebeló contra la condena de prisión de 10 años dictada por el juez Alejandro Solís (que la Corte Suprema redujo a 5 años) por el secuestro del militante del MIR, Luis San Martín, desaparecido el 17 de diciembre de 1974. En septiembre de 2018 fue condenado a 17 años de presidio efectivo, junto a Christoph Willeke Flöel, por secuestro calificado de siete personas y por homicidio calificado de cinco personas.

## Biografía
Hijo de Jorge Iturriaga y de Amelia Neumann, Raúl Iturriaga tiene, a su vez, un varón y dos hijas con Mireya Baeza, con quien estuvo casado. Su exesposa es hija del general (r) Ernesto Baeza, que fue director de Investigaciones.
En 1965 estudió en la Escuela de las Américas en Panamá, como lo hicieron también José Octavio Zara Holger, Alfredo Canales Taricco, Miguel Krassnoff y otros implicados en procesos de violaciones de derechos humanos. Raúl Iturriaga se hizo instructor en contrainsurgencia después de seguir cursos con su futuro jefe, Manuel Contreras, en Fort Gulick, una instalación de la Escuela de las Américas con sede en el Canal de Panamá en donde también aprendió paracaidismo, disciplina en pañales en Chile en ese entonces. Además recibió entrenamiento de fuerzas especiales, en temas de insurgencia y contrainsurgencia, jefe de saltos, empaque y mantenimiento de paracaídas, buzo táctico, paracaidista-hombre rana, salto libre militar y supervivencia en la selva. En ese mismo año se funda el Batallón de Paracaidistas del Ejército. Iturriaga asistió nuevamente a un curso militar especial en 1976. Hizo el Curso de Contrainsurgencia Urbana en 1974, en el que se pasa los Manuales de Tortura.
El 11 de septiembre de 1973 —cuando el general Augusto Pinochet dio golpe de Estado contra Salvador Allende— era el segundo comandante de boinas negras en Peldehue y en noviembre, se unió a la Dirección de Inteligencia Nacional (DINA).
Primero fue nombrado a mediados de 1974 como jefe de la dirección de inteligencia denominada "Brigada Purén" (unidad encargada de la inteligencia en el campo de acción económico-social), cuyo centro de operaciones era Villa Grimaldi. Luego, a comienzos de 1975, en su calidad de oficial de Estado Mayor, fue llamado por el director de Inteligencia Nacional a que se desempeñara como analista en el Departamento de Asuntos Exteriores de la DINA por tres meses, el cual estaba encargada de revisar las representaciones extranjeras en Chile, como embajadas, consulados y organismos internacionales. Como todos los demás departamentos que formaban el Cuartel General de la DINA, el departamento no era operativo, razón por la cual carecía de unidades o brigadas operativas que dependieran de él. A mediados de 1975, volvió a ser jefe de la Unidad "Purén" en donde tuvo bajo su mando a Gerardo Urrich y a Manuel Carevic.
Entre fines de 1975 y marzo de 1977, Raúl Eduardo Iturriaga Neumann se encontraba en un período de transición en su carrera. Durante este tiempo, no perteneció DINA, ya que estaba estudiando un posgrado en economía en la Escuela Latinoamericana para Graduados (ESCOLATINA) en la Universidad de Chile tras haber tenido una postulación exitosa. Su enfoque se desvió de las actividades de inteligencia hacia la educación y el desarrollo profesional.
En 1977, Iturriaga se convirtió en jefe del Departamento de Inteligencia Económica de la DINA, siendo uno de los fundadores. A Iturriaga se le sindica como responsable de la Operación Colombo, en su defensa, Iturriaga sostiene que no hay evidencia que lo vincule a dicha operación y que las acusaciones en su contra son "infundadas" además de que las "presunciones de culpabilidad" que se han hecho en su contra no cumplirían con los estándares legales necesarios para ser consideradas válidas. En tal operación se intentó cubrir la desaparición de opositores a la dictadura militar, mientras que en Santiago se afirmó que ellos se habían matado entre sí en medio de una pugna política.
Después de un reclamo personal contra el director nacional de informaciones, solicitó un nuevo destino y dejó la DINA en mayo de 1978. Antes de eso fue destinado, provisoriamente, a la Dirección del Personal en el Estado Mayor General del Ejército. Tras esto es nombrado como jefe de gabinete de la subsecretaría del Ministerio de Economía, dejando de trabajar definitivamente en el área de la inteligencia nacional.
Posteriormente, se trasladó a Francia, donde asumió el cargo de agregado militar de Chile en 1981. Durante su tiempo en Francia, Iturriaga se dedicó a establecer relaciones con las Fuerzas Armadas francesas y a combatir las narrativas políticas sobre la situación en el Chile de Pinochet, su enfoque profesional se centró en la diplomacia y la representación militar de Chile en el extranjero.
Iturriaga fue también designado gobernador de la provincia de Parinacota entre 1981 y 1984, y también gobernador de la provincia de Valdivia entre 1986 y 1988.
A finales de 1989, fue designado director general de Movilización Nacional para el próximo gobierno de Patricio Aylwin, donde debía planificar y coordinar acciones en las Fuerzas Armadas de Chile. Con el nuevo gobierno pasó a depender directamente de un político en el Ministerio de Defensa.
Raúl se retira del Ejército en 1991, tras lo cual la asociación de víctimas afirmó que habría mantenido eslabones con la DINE, sucesora de la DINA, sin embargo esta afirmación es rechazada por Iturriaga argumentando de que su retiro de la DINA fue por razones institucionales normales y que no hay evidencia que respalde la afirmación de que continuó vinculado a la organización.

## Procesos judiciales

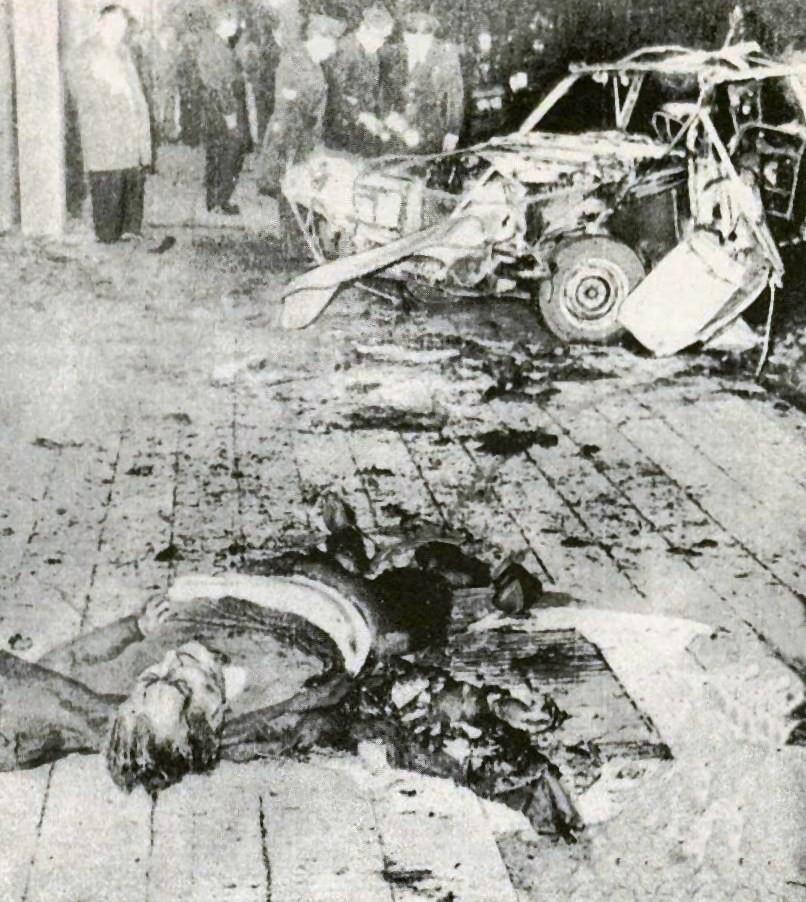
El cuerpo del general Carlos Prats destrozado por la explosión del coche bomba. Buenos Aires, 30 de septiembre de 1974. Según Neumann, fue la CIA la responsable de su asesinato, y no el gobierno chileno.

Raúl Iturriaga fue condenado in absentia por la justicia italiana a una sentencia de 18 años por la fallida tentativa de asesinato contra el demócrata cristiano Bernardo Leighton en Roma, ocurrida el 6 de octubre de 1975 en donde Leighton fue baleado junto con su esposa por neofascistas italianos en asociación con Stefano delle Chiaie en la puerta del edificio de apartamentos donde vivía. La condena se produce en parte debido a un testimonio suministrado por Michael Townley, cuestionado por Iturriaga acusándolo de que no estaría "respaldado por pruebas concretas" y de que Townley es el único que lo menciona, además de que antes del atentado no habría conocido a las personas con las que se le acusa de asociarse ilícitamente con la DINA, además hace énfasis en las circunstancias de su colaboración con las autoridades y de que el testimonio fue obtenido en un contexto donde él ya había sido condenado.
Iturriaga sostiene que nunca ocupó el cargo de jefe del Departamento Exterior de la DINA, como se le ha atribuido. En su defensa, enfatiza que era el jefe de la Unidad de Análisis "Purén" y que no tenía autoridad sobre las operaciones que se le imputan. Además, no se le habría notificado adecuadamente sobre los procesos judiciales en su contra en Italia, por lo que tampoco pudo tener defensa judicial. Es también acusado en Chile en el proceso judicial respecto al asesinato del general Carlos Prats y su esposa en Buenos Aires, evento también relacionado con Townley y en el cual Iturriaga niega autoría sobre éste, responsabilizando exclusivamente al organismo estadounidense, CIA y afirmando que no estaba involucrado en la DINA ya que en ese momento estudiaba economía en la Universidad de Chile. Iturriaga también fue requerido por el entonces magistrado de la justicia española, Baltasar Garzón.
En 1989, antes de la transición a la democracia, Raúl Iturriaga fue elevado al grado más alto de general en las Fuerzas Armadas, con su base en Iquique. Iturriaga oficialmente se retiró en 1991, año en que fue interrogado por el ministro Adolfo Bañados acerca del papel de la DINA en el asesinato de Orlando Letelier, exministro de Salvador Allende, en Washington.
En 2002, fue procesado por la desaparición del militante socialista Víctor Olea Alegría en septiembre de 1974.
Al año siguiente, fue procesado por el magistrado Alejandro Solís, junto con su antiguo jefe Manuel Contreras y el general Pedro Espinoza Bravo, en el marco del caso judicial del asesinato de Carlos Prats, el 30 de septiembre de 1974 en Buenos Aires. El caso Prats se abrió en Chile después de una petición de extradición por la magistrado argentina María Servini de Cubria.
El exvicecomandante del ejército chileno, el general Guillermo Garín, que era también el portavoz de Pinochet, dio su apoyo a Iturriaga tras su fuga en 2007. El jefe de la DINA, Manuel Contreras, ha sido el único general en haber impugnado a la justicia chilena durante el gobierno democrático. Contreras huyó dos meses de la justicia, tomando refugio en el sur y luego en un regimiento militar, antes de ser capturado por fuerzas de seguridad y detenido.
Políticos de diferentes tendencias —Isabel Allende (PS), Antonio Leal (PPD) y Tucapel Jiménez Fuentes (PPD), pero también Iván Moreira (UDI)— condenaron la huida de Iturriaga de la justicia. Jiménez advirtió contra la existencia de «una red» de protectores, así como también Jaime Naranjo (PS). 

Plano del Penal de Punta Peuco, Til Til, Chile.

Iturriaga fue finalmente capturado por la Policía de Investigaciones en Viña del Mar el 2 de agosto de 2007, tras permanecer 52 días prófugo. Luego de ser notificado de su condena, Iturriaga Neumann ingresó ese mismo día al Penal Cordillera en la comuna de Peñalolén —donde también se encontraban recluidos Manuel Contreras y Miguel Krassnoff, entre otros— pero después fue cambiado al de Punta Peuco por razones de seguridad.
Para los casos que involucran militares activos en la época de la dictadura militar de Augusto Pinochet, se utiliza el antiguo sistema procesal penal originado en 1906, sin las garantías introducidas con la reforma efectuada entre el 2000 y 2005. Estos militares cumplen condena en el Penal de Punta Peuco o en Colina 1.